# Christliche Wählergemeinschaft
Die Christliche Wählergemeinschaft (CWG) war eine rechtskatholische Partei aus Österreich, die am 8. Dezember 1989 in Mariazell gegründet wurde und sich als „Dachorganisation aller christlichen Gruppierungen mit politischem Interesse“ sah. Auf regionaler Ebene trat die CWG zu Nationalratswahlen an. Langjähriger Parteiobmann war Karl Angerer.
Verschiedene Wählergruppen in Bayern (z. B. im Landkreis Cham oder im Landkreis Roth) tragen ebenfalls den Namen Christliche Wählergemeinschaft. Auch eine Wählergruppe im nordrhein-westfälischen Niederkrüchten trug diesen Namen, bevor sie sich in Christlich-Kommunale Wählergemeinschaft umbenannte.

## Positionen
Die CWG war für ein Pornographie-Verbot und gegen „geistige und moralische Verschmutzung“. Deshalb forderte sie den „Schutz unserer Jugend vor Rauschgift, Pornographie, Sekten, Gewaltdarstellungen in den Medien und anderen zerstörerischen Einflüssen“ und warnte vor einer „multikulturellen Gesellschaft“, die sie als Bedrohung ansah.
Als Teil der so genannten Lebensrechtsbewegung lehnte man zudem Abtreibung ab. Anfang 1999 sammelte die CWG Unterschriften gegen die Einführung der Abtreibungspille Mifegyne, die sie am 11. Februar 1999 zusammen mit einer schriftlichen Petition im Parlament abgab.
Ein weiteres Thema der CWG war die in ihren Augen zu weit gehende Freiheit der Kunst. Seit Jahren kämpfte die Partei für eine Beschneidung der Kunstfreiheit und forderte eine entsprechende Ergänzung des betreffenden Verfassungsgesetzes. Durch diese sollten „Religionsverhöhnung, Blasphemie, menschliche Entwürdigung und Diffamierung, Pornographie, Verherrlichung brutaler Gewalt und Tierquälerei“ verboten werden. Mit diesem Gesetzesvorschlag zielte die CWG zum einen auf Wiener Aktionisten wie Hermann Nitsch, Günter Brus und Otto Muehl, und zum anderen auf kirchenkritische Karikaturisten wie Gerhard Haderer ab.
Die CWG warf der Europäischen Union Korruption und Machtmissbrauch vor und setzte sich für die Beibehaltung der österreichischen Neutralität ein. Mittelfristig war man für eine „wesentliche Lockerung des Verhältnisses zur EU“, der Austritt Österreichs aus der EU wurde als Fernziel angesehen.

## Bedeutung in Österreich und Wahlergebnisse
Die Bedeutung und der politische Einfluss der Christlichen Wählergemeinschaft war gering. Sie war weder im Nationalrat noch in einem der neun Landtage oder in einem Gemeinderat vertreten.
Zum ersten Mal trat die Christliche Wählergemeinschaft bei der Nationalratswahl 1990 an. Sie erreichte hier ihr bisher bestes Ergebnis mit 9263 Stimmen, was 0,2 Prozent der Wählerstimmen auf Bundesebene entsprach. Die Vier-Prozent-Hürde für den Einzug in den Nationalrat wurde damit weit verfehlt. Ähnlich war das Ergebnis bei der Nationalratswahl 1994, wo 9051 Stimmen (0,2 Prozent) für die Partei abgegeben wurden. Bei der Nationalratswahl 1999 waren es 3030 (0,07 Prozent) und bei der Nationalratswahl 2002 2009 Stimmen (0,04 Prozent).
Zu weiteren bundesweiten Wahlen trat die Partei nicht mehr an. Auch zur Nationalratswahl 2013 kandidierte die CWG nicht und rief stattdessen dazu auf, für die FPÖ zu stimmen. Dies sei die Partei, „mit deren Grundsätzen und Programm [die CWG] weitestgehend übereinstimme“.